# Luka Ciganović
Luka Ciganović (Dubrovnik, 12. siječnja 1915. - Dubrovnik, 9. siječnja 1994.) bio je hrvatski vaterpolist. Natjecao se na Ljetnim olimpijskim igrama 1936. i 1948. godine.